# Accordi di Arusha
Gli accordi di Arusha sono un insieme di cinque accordi firmati il 4 agosto 1993 ad Arusha (Tanzania) dai rappresentanti delle fazioni contrapposte nella guerra civile ruandese: il Fronte Patriottico Ruandese (FPR) e il governo del Ruanda. Gli accordi avrebbero dovuto porre fine alla guerra; tuttavia, la loro applicazione fallì, e poco tempo dopo la firma del trattato la guerra civile conobbe il suo momento più drammatico, il massacro dei Tutsi da parte degli Hutu.

## Storia
A partire dal luglio del 1992, gli Stati Uniti, la Francia e la Organization of African Unity si impegnarono a portare l'RPF e il governo ruandese verso una soluzione diplomatica del conflitto. I negoziati durarono fino al giugno del 1993, con un ultimo importante incontro fra il 19 e il 25 luglio in Ruanda. Gli accordi elaborati durante questo processo toccavano numerosi argomenti, dal concetto di stato di diritto alle modalità di rimpatrio dei rifugiati e di unificazione dei due eserciti in campo.
Gli accordi inclusero un forte ridimensionamento dei poteri del Presidente del Ruanda, carica in quel momento ricoperta da Juvénal Habyarimana. Gran parte dei suoi poteri furono trasferiti al Transitional Broad Based Government (TBBG, "Governo transitorio di larga base"), che includeva rappresentanti dell'RPF e dei cinque partiti di governo. Secondo molti osservatori, Habyarimana non cercò di opporsi a queste misure perché non aveva intenzione di dare realmente seguito alle decisioni prese nel negoziato (nel novembre del 1992, nel contesto di una dichiarazione pubblica, chiamò "pezzi di carta" gli accordi).
Dei 21 seggi del nuovo governo, 5 furono affidati al partito di maggioranza nazionale, il Mouvement Républicain Nationale pour la Démocratie et le Développement (MRND); 5 all'RPF; quattro al principale partito dell'opposizione, il Mouvement Démocratique Républicain (MDR). L'MDR ottenne anche la carica di primo ministro, assegnata a Faustin Twagiramungu.
Oltre al TBBG, gli accordi prevedevano l'istituzione di un parlamento provvisorio, la Transitional National Assembly (TNA). Entrambi questi organi avrebbero dovuto insediarsi non oltre 37 giorni dalla firma degli accordi, e il periodo transitorio non avrebbe dovuto prolungarsi più di 22 mesi, dopodiché si sarebbero tenute libere elezioni.
Gli accordi prevedevano anche la formazione di un esercito unito, composto al 60% da forze ex-governative e al 40% da forze ex-RPF.
Il protocollo fu firmato il 3 ottobre 1993, e il giorno successivo da Habyarimana e dal presidente dell'RPF, Alexis Kanyarengwe.
Immediatamente dopo la firma, la situazione in Ruanda conobbe un nuovo, inatteso momento di crisi, culminante nell'assassinio di Habyarimana, in cui fu coinvolto anche il Presidente del Burundi Cyprien Ntaryamira. La morte di Habyarimana diede inizio al genocidio ruandese, in cui avrebbero perso la vita oltre 800.000 Tutsi.

## Il ruolo delle Nazioni Unite
Il 5 ottobre 1993, il Consiglio di sicurezza delle Nazioni Unite votò la risoluzione 872, che riguardava una missione in Ruanda chiamata UNAMIR, con l'obiettivo di supportare l'applicazione degli accordi di Arusha. 2.548 soldati delle Nazioni Unite furono inviati in Ruanda, per la maggior parte provenienti dal Belgio (nazione di cui il Ruanda era stata colonia). L'UNAMIR fu quindi presente in Ruanda durante l'inattesa esplosione di violenza del genocidio.

## Critiche
Allo scoppiare del genocidio, molte fonti criticarono gli accordi sostenendo che l'escalation di violenza era una inevitabile conseguenza della mancanza di equilibrio degli accordi stessi, che apparivano svantaggiosi per il governo centrale e l'etnia Hutu. Ulteriori critiche furono rivolte alle Nazioni Unite per il loro mancato intervento durante il genocidio; la motivazione formale di tale mancato intervento era che l'UNAMIR non aveva il mandato di operare militarmente in tal senso.